# زیردریایی کلاس-اس بریتانیا (۱۹۳۱)
زیردریایی‌های کلاس-اِس نیروی دریایی سلطنتی در ابتدا در طول مدرن‌سازی نیروی زیردریایی در اوایل دهه ۱۹۳۰ طراحی و ساخته شدند تا نیاز به قایق‌های کوچک‌تر برای گشت‌زنی در آب‌های محدود دریای شمال و دریای مدیترانه را برآورده کنند و جایگزین کشتی‌های H بریتانیایی شوند. زیردریایی های کلاس به عنوان بخشی از ساخت و ساز اصلی نیروی دریایی برای نیروی دریایی سلطنتی در طول جنگ جهانی دوم، کلاس اس به بزرگترین گروه زیردریایی تبدیل شد که تا کنون برای نیروی دریایی سلطنتی ساخته شده است. در مجموع ۶۲ دستگاه در مدت ۱۵ سال ساخته شد که ۵۰ مورد از کلاس اِس «بهبود یافته» بین سال های ۱۹۴۰ و ۱۹۴۵ راه‌اندازی شد.

## سرویس‌دهی
این زیردریایی‌ها در آب‌های اطراف بریتانیا و مدیترانه و بعداً در خاور دور پس از نصب مخزن اضافی، عملیات کردند.

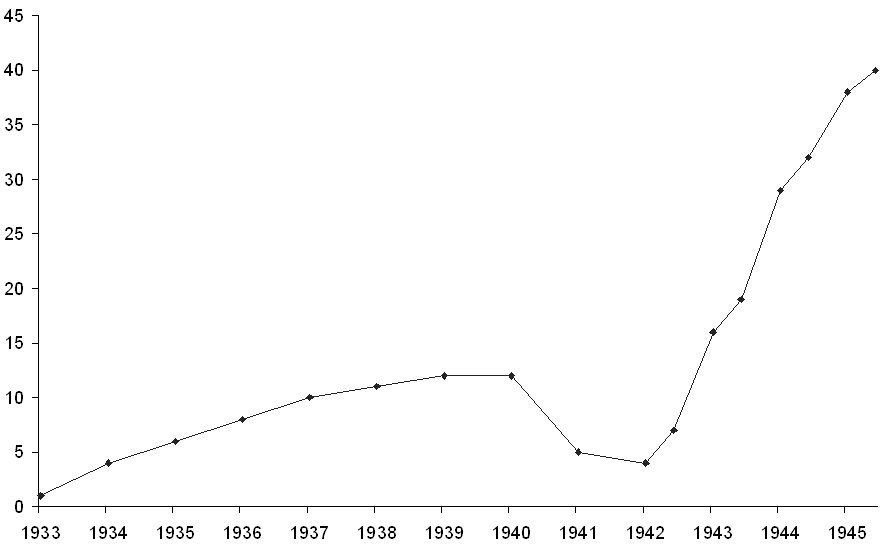
تعداد زیردریایی های کلاس-اِس در خدمت بر حسب سال.

پس از جنگ، قایق‌های کلاس-اِس تا دهه ۱۹۶۰ در نیروی دریایی سلطنتی خدمت می کردند. آخرین قایق عملیاتی در نیروی دریایی سلطنتی Sea Devil بود که در سال ۱۹۴۵ پرتاب شد و در فوریه ۱۹۶۶ از بین رفت. Springer به عنوان INS Tan در خدمت اسرائیل بود و در سال ۱۹۷۲ از خدمت خارج شد.
چندین زیردریایی کلاس-اِس در نیروی دریایی دیگر فروخته شد یا به آنها قرض داده شد:
- هلند ۱
- پرتغال ۳
- فرانسه ۴
- اسرائیل ۲. (HMS Springer در نقش INS Tanin (S71)، کماندوها را فرود آورد و با یک کشتی مصری در جنگ شش روزه جنگید) [۱] [۲]

یک نسخه اصلاح شده توسط نیروی دریایی ترکیه در سال ۱۹۳۹ به عنوان  Oruç Reis کلاس سفارش داده شد.

## تلفات خدمات
از دوازده قایق کلاس-اِس که در سال ۱۹۳۹ در خدمت بودند، تنها سه قایق زنده ماندند تا پایان جنگ جهانی دوم را ببینند، نرخ تلفاتی که الهام‌بخش آهنگ "Twelve Little S-Boats" بود که بر اساس یک قافیه مهد کودک نوشته شده بود توسط سپتیموس . برنده در سال ۱۸۶۸: 
دوازده قایق-اِس کوچک مانند Bevin "به سمت آن می روند"
ستاره دریایی کمی زیاده روی می کند — یازده نفر بودند.
یازده قایق-اِس مراقب خوب کار می کنند و سپس
اسب دریایی پاسخ نمی دهد — بنابراین ده نفر وجود دارد.
ده قایق-اِس تنومند در یک خط ناهموار،
استرلت رها می شود و می ایستد — ما نه نفر را ترک می کنیم.
نه قایق-اِس خوش دست، همه به دنبال سرنوشت،
کوسه سبقت گرفت — اکنون ما هشت ساله هستیم.
هشت قایق-اِس محکم، مردانی از هانتس و دوون ،
ماهی قزل آلا در حال حاضر به تاخیر افتاده است — و بنابراین تعداد هفت است.
هفت قایق-اِس شجاع که تمام ترفندهای خود را امتحان می کنند،
نیزه ماهی یک مورد جدیدتر را امتحان می کند — به شش می رسیم.
شش قایق-اِس خستگی ناپذیر که برای زنده ماندن می جنگند،
هیچ پاسخی از شمشیر ماهی دریافت نشد — بنابراین ما پنج عدد را محاسبه می کنیم.
پنج قایق اسکرابی که در نزدیکی ساحل در حال گشت زنی هستند،
Snapper راه کوتاهی را طی می کند — اکنون ما چهار نفر هستیم.
چهار قایق-اِس بی باک، خیلی دور از دریا،
ماهی خورشید بمباران شده و انباشته شده است — ما فقط سه نفر هستیم.
سه قایق S نخ نما در حال گشت زنی بر روی آبی،
...
دو قایق-اِس یخی...
...
یک قایق-اِس تنها...
...
بازماندگان، که در قافیه سرنوشت‌ساز خالی مانده‌اند، HMS Sealion (خراب‌شده)، HMS Seawolf (شکسته) و HMS Sturgeon (فروخته شده) بودند.

## خصوصیات عمومی

### گروه اول

سیلوئت زیردریایی زیردریایی-اِس، گروه I

اولین گروه از زیردریایی‌های کلاس-اِس شامل چهار قایق بود. آنها کوچکتر و کندتر از کلاسهای بعدی بودند و سلاح کمتری حمل می کردند، اما می توانستند با افراد کمتری سرنشین شوند. هر چهار مورد در چاتم داکیارد بین سال‌های ۱۹۳۰ و ۱۹۳۲ ساخته شدند. در طول جنگ، آنها در آب های خانگی، به ویژه کانال مانش ، و در سواحل اسکاندیناوی فعالیت می کردند. گروه دوم و سوم بعدی زیردریایی‌های کلاس-اِس ظرفیت سوخت خود را افزایش می دهند تا به آنها اجازه عملیات بیشتر و غلبه بر این محدودیت را بدهد.
میزان مرگ و میر این قایق‌های اولیه به ویژه بالا بود. فقط یک مورد، HMS Sturgeon ، تا پایان جنگ سالم ماند.
کشتی‌ها:
دو مورد سفارش تحت برنامه ساخت و ساز ۱۹۲۹:
- HMS اره ماهی
- HMS Sturgeon

دو مورد سفارش تحت برنامه ساخت و ساز ۱۹۳۰:
- HMS Seahorse
- ستاره دریایی HMS

### گروه دوم

شبح زیردریایی کلاس-اِس، گروه II

گروه دوم زیردریایی های کلاس-اِس شامل هشت قایق بود. آنها بزرگتر از گروه اول قبلی بودند و به افراد بیشتری برای خدمه نیاز داشتند، اما سلاح مشابهی را حمل می کردند. ساخت و ساز بین Chatham Dockyard و یاردهای Scotts ، Greenock و Cammell Laird & Co Limited، Birkenhead تقسیم شد. تمامی کشتی ها بین سال های ۱۹۳۴ تا ۱۹۳۷ ساخته شده اند. در طول جنگ، آنها، مانند زیردریایی‌های گروه اول، بیشتر در آب‌های خانگی فعالیت می‌کردند، تا خلیج بیسکای و سواحل اسکاندیناوی. یکی، HMS Sunfish ، به نیروی دریایی شوروی (به نام V-1 ) منصوب شد و در مسیر انتقال از داندی به مورمانسک توسط هواپیمای دوست غرق شد.
درصد زیادی از این زیردریایی ها نیز در طول جنگ تلف شدند. فقط دو نفر، HMS Sealion و HMS Seawolf ، تا پایان جنگ سالم ماندند.
کشتی‌ها:
دو مورد سفارش تحت برنامه ساخت و ساز ۱۹۳۱:
- HMS Sealion
- کوسه اچ ام اس

دو مورد سفارش تحت برنامه ساخت و ساز ۱۹۳۲:
- HMS Snapper
- ماهی قزل آلا HMS

یکی که تحت برنامه ساخت و ساز ۱۹۳۳ سفارش داده شد:
- HMS Seawolf

دو مورد سفارش تحت برنامه ساخت و ساز ۱۹۳۴:
- HMS نیزه ماهی
- HMS Sunfish

یکی از آنها تحت برنامه ساخت و ساز ۱۹۳۵ سفارش داده شد:
- اچ ام اس استرلت

### گروه سوم

شبح زیردریایی کلاس-اِس، گروه III

سومین و پرتعدادترین گروه زیردریایی کلاس-اِس شامل ۵۰ قایق بود. آن‌ها بزرگ‌ترین و سنگین‌ترین سلاح‌های کلاس اِس بودند و به افراد بیشتری برای خدمه نیاز داشتند. سرعت آنها در سطح یک گره بیشتر بود، اما در هنگام غوطه ور شدن دو گره کندتر بودند. بیشتر این گروه در یاردهای Scotts ، Greenock یا Cammell Laird & Co Limited، Birkenhead ، با تعداد انگشت شماری در Chatham یا توسط Vickers Armstrongs Ltd ، از Barrow-in-Furness ساخته شدند. ساخت و ساز در طول جنگ، به ویژه بین سال های ۱۹۴۱ و ۱۹۴۵ انجام شد. آنها که به ظرفیت سوخت بیشتری نسبت به پیشینیان خود مجهز بودند، بسیار دورتر، در دریای مدیترانه و اقیانوس آرام عمل کردند.
دو زیر گروه مجزا وجود داشت. اولین قایق‌های ۸۴۵ تنی، شامل قایق‌هایی بودند که تحت برنامه‌های اضطراری جنگ ۱۹۳۹، ۱۹۴۰ و ۱۹۴۱ (به استثنای Sea Devil and Scotsman )، به‌علاوه Sturdy و Stygian برنامه ۱۹۴۲ سفارش داده شدند. آنها علاوه بر شش لوله کمان، یک لوله بیرونی اژدر عقب را حمل می کردند. دومین زیرگروه قایق های ۸۱۴ تنی بودند که شامل Sea Devil و Scotsman از برنامه ۱۹۴۱ بود، به علاوه قایق هایی که طبق برنامه های ۱۹۴۲ و ۱۹۴۳ سفارش داده شدند (به جز Sturdy و Stygian ). اینها هیچ لوله اژدر خارجی نداشتند، اما بدنه فشار جوش داده شده ضخیمتری داشتند که عمق عملیاتی ۳۵۰ فوت (۱۱۰ متر) را فراهم می کرد. - در مقایسه با ۳۰۰ فوت (۹۱ متر) محدودیت در زیر گروه اول.
تلفات همچنان بالا بود. نه کشتی؛ P222 ، Saracen ، Sahib ، Sickle ، Simoom ، Splendid ، Stonehenge ، Stratagem و Syrtis در طول جنگ از دست رفتند و شکسپیر و استرانگ کمان آنقدر آسیب دیدند که از قلم افتاده و از بین رفتند. بسیاری از کشتی های بازمانده پس از جنگ در خدمت باقی ماندند. Sportsman که اکنون به نیروی دریایی فرانسه منتقل شده بود، در سال 1952 در تولون گم شد و سیدون پس از یک نقص عملکرد اژدر در سال 1955 غرق شد.
کشتی‌ها:
پنج کشتی تحت برنامه اضطراری جنگ در سال ۱۹۳۹ سفارش داده شد.
- HMS Safari
- HMS صاحب
- اچ ام اس ساراسن
- HMS Satyr
- عصای HMS

طبق برنامه ۱۹۴۰، ۲۰ کشتی سفارش داده شد. اینها با نصب یک لوله اژدر عقب خارجی، همچنین یک تفنگ AA 20 میلیمتری Oerlikon و RDF هشدار دهنده هوا، با پنج مورد اولیه متفاوت بودند.
- HMS Seadog
- HMS سیبیل
- HMS <i id="mwASg">Sea Rover</i>
- HMS Seraph
- اچ ام اس شکسپیر
- HMS P222 که قبل از اینکه نامی به او اختصاص داده شود گم شد.
- <i id="mwATQ">پوره دریایی</i> HMS
- HMS Sickle
- اچ ام اس سیموم
- اچ ام اس سردار
- HMS کینه توز
- HMS Splendid
- ورزشکار HMS
- هفت کشتی نهایی دیگر ( P81 تا P87 ) که تحت برنامه ۱۹۴۰ سفارش داده شدند، همه از ویکرز-آرمسترانگز، در طول سال ۱۹۴۳ لغو شدند (و هرگز به زمین گذاشته نشدند یا نامگذاری نشدند).

۱۵ کشتی تحت برنامه ۱۹۴۱ سفارش داده شد.
- HMS Stoic
- اچ ام اس استون هنج
- طوفان HMS
- HMS Stratagem
- HMS Strongbow
- HMS Spark
- HMS Scythian
- HMS سرسخت
- HMS Surf
- HMS Syrtis
- اچ ام اس شالیمار
- اچ ام اس اسکاتلندی
- HMS <i id="mwAXE">Sea Devil</i>
- HMS Spirit
- HMS Stateman

سیزده کشتی تحت برنامه ۱۹۴۲ سفارش داده شد.
- HMS محکم
- HMS Stygian
- HMS ظریف
- HMS Supreme
- HMS <i id="mwAYc">Sea Scout</i>
- HMS Selene
- HMS Seneshal
- HMS Sentinel
- HMS Sidon
- HMS Sleuth
- HMS Solent
- سر نیزه HMS
- HMS Springer - به اسرائیل فروخته شد، اوت ۱۹۵۹ مجدداً به عنوان INS Tanin راه اندازی شدINS Tanin در جنگ شش روزه شرکت کرد [۱] [۲]

هشت کشتی تحت برنامه ۱۹۴۳ سفارش داده شد، اما تنها چهار کشتی تکمیل شد. چهار زیردریایی دیگر پس از پایان جنگ در سال ۱۹۴۵ لغو شدند و آنها مازاد بر نیازهای زمان صلح شدند.
- HMS Saga
- HMS Scorcher
- HMS Spur
- HMS Sanguine - به اسرائیل فروخته شد، در اوت ۱۹۵۹ به عنوان INS Rahav راه اندازی مجدد شد [۱]
- HMS Sea Robin (P267) - لغو شد
- HMS Sprightly (P268) - لغو شد
- HMS Surface (P269) - لغو شد
- HMS Surge (P271) - لغو شد

## کشتی‌ها در خدمات خارجی
چندین زیردریایی کلاس-اِس در نیروی دریایی دیگر فروخته شد یا به آنها قرض داده شد. </br> از گروه اول :
- در سال ۱۹۴۳ HMS Sturgeon به عنوان Zeehond به نیروی دریایی سلطنتی هلند منتقل شد. او در سال ۱۹۴۵ بازگردانده شد

از گروه دوم
- در سال ۱۹۴۴ HMS Sunfish به نیروی دریایی شوروی منتقل شد (و به V-1 تغییر نام داد). او هنگام انتقال به مورمانسک در یک حادثه آتش سوزی دوستانه غرق شد.

از گروه سوم
- در سال ۱۹۴۸ سه زیردریایی به پرتغال منتقل شد
  - HMS Spearhead به نپتونو تبدیل شد
  - HMS Saga به Nautilo تبدیل شد
  - HMS Spur ناروال شد
- در سال ۱۹۵۲ چهار زیردریایی به فرانسه منتقل شد و به کلاس Saphir معروف شد
  - HMS Satyr سافیر شد
  - HMS Spiteful به Sirene تبدیل شد
  - HMS Sportsman تبدیل به سیبیل شد اما در سپتامبر ۱۹۵۲ در یک حادثه غواصی گم شد
  - HMS Stateman سلطان شد
- در سال ۱۹۵۹ دو زیردریایی به اسرائیل فروخته شد
  - HMS Springer به INS Tanin تبدیل شد و در طول جنگ شش روزه شاهد اقداماتی بود
  - HMS Sanguine INS Rahav شد

## در رسانه‌های مردمی
یک زیردریایی تخیلی نسل سوم کلاس S، HMS Saraband صحنه اصلی ششمین رمان «هری گیلمور»، Never Too Old For A Pierhead Jump اثر نویسنده دیوید بلک است.</link>

## همچنین ببینید
- لیست زیردریایی های فرانسه